# Церква Святої Великомучениці Параскеви (Опришівці)
Церква Святої Великомучениці Параскеви — парафія і храм греко-католицької громади Української греко-католицької церкви в мікрорайоні Опришівці м. Івано-Франківська.
Оголошена пам'яткою архітектури місцевого значення (охоронний номер 459).

## Історія церкви
У листі 1701 року єпископа Львівського, Галицького і Кам'янець-Подільського Йосифа Шумлянського до Папи Римського Климента ХІ згадується парафія Святої Параскеви у Опришівцях.
Попередні дерев'яні храми були побудовані в 1739 та 1854 роках. Парафіяльний будинок з дерева зведена у 1860 році. Також була каплиця Святого Онуфрія, збудована у 1885 році.
Мурована церква перебудована і освячена у 1908 році на місці старішого дерев'яного храму, який був збудований у 1854 році і освячений у 1855 році, але згорів у 1905 році.
У 1946—1990 роках парафія і храм перебували в підпорядкуванні РПЦ. У 1962 році приміщення святині почали використовувати як склад, а згодом тут розмістилася художня майстерня. У 1970–1980 роках на території парафії діяла греко-католицька підпільна семінарія, якою опікувався о. Василь Семенюк. У 1988 року згоріла дзвіниця. 
Від 1990 року знову в лоні УГКЦ. 11 листопада 1990 року відреставрований храм освятив владика-ординарій Софрон Дмитерко, ЧСВВ.
У 2006 році церква відремонтована. 8 листопада 2008 року на фасаді храму освячено пам'ятну дошку з нагоди 100-річчя церкви.
Діє братство Матері Божої Неустанної помочі (1999), рух «Матері в молитві» (2006, очолює Галина Твердохліб), молодіжна спільнота «Українська Молодь Христова» (2005, очолює Зоряна Кісілічак), хор «Відродження» та парафіяльна бібліотека (2006). Виходить газета «Парафіяльний Вісник» (2005). У храмі зберігається частинка мощей блаженної Йосафати (від 2008).
Є церковне проборство, зведено 14 капличок в межах парафії.

## Парохи
- о. Василь Порбачевський[3]
- о. Йоан Порумбальський (1815—?)[3]
- о. Кирило Церкевич (1853, сотрудник)[3]
- о. Микола Порумбальський (1856, сотрудник)[3]
- о. Теодор Косьєвич (1885—1903+)[2][3]
- о. Теодор Матейко (1905—1931)[2][3]
- о. Антін Аксентій (1903—1904, адміністратор)[2][3]
- о. Карло Гробельський (1931—1933, адміністратор)[2]
- о. Володимир Косевич (1904—1905, адміністратор)[2]
- о. Ярослав Крвавич (1933—[1938], адміністратор)[2][3]
- о. Іван Блавацький (1938—1944)[3]
- о. Олександр Крижанівський (1944, адміністратор)[3]
- о. Йоан Клиновський (1959—196?)[3]
- о. Дмитро Валіхновський[1]
- о. Роман Кияк[1]
- о. митрат Іван Репела (від 1990)[4][1]
- о. Любомир Гаєвський (1990—?, сотрудник)[1]
- о. Тарас Огар (від 2005, сотрудник)[5][1]
- о. Руслан Бабій (?, сотрудник)[1]
- о. Олег Жилавий (від 2022, сотрудник)[6]